# Ben Naafs
Ben Naafs (Deventer, 30 december 1943) is een Nederlandse huidarts (dermatoloog) en  lepradeskundige. Hij is vooral bekend om zijn deskundigheid op het gebied van de diagnostiek, behandeling en complicaties van lepra. Daarnaast is Naafs een autoriteit op het gebied van tropische dermatologie.

## Jeugd, opleiding en vroege loopbaan
Ben Naafs studeerde geneeskunde aan de Rijksuniversiteit Utrecht van 1962 tot 1971. In deze periode had Naafs verschillende banen van uiteenlopende aard om zijn studie te bekostigen: barkeeper, taxichauffeur, schoonmaker en fabrieksarbeider. Tijdens en na zijn studie (van 1965 tot 1972) werkte hij als student-assistent  en later als wetenschappelijk medewerker en hoofdmedewerker op de afdeling Fysiologie van de Rijksuniversiteit Utrecht. De afdeling werd van 1966 tot 1968 door studenten (van wie Naafs er één was) in het kader van de studentenopstand tegen het verouderde academische establishment samen met de niet-academische staf bestuurd. In 1972 begon Naafs aan de opleiding tot tropenarts. Van 1972 tot 1974 was hij assistent chirurgie en gynaecologie in de ziekenhuizen in Overvecht (Utrecht), Kampen en in Emmeloord. In 1973 volgde hij de Nederlandse Tropencursus voor Artsen (NTA) aan het Koninklijk Instituut voor de Tropen in Amsterdam.
Van 1974 tot 1979 werkte Ben Naafs in het All Africa Leprosy Rehabilitation and Training Centre (ALERT), Addis Abeba, Ethiopië. Hij was eerst klinisch onderzoeker, vervolgens Hoofd klinisch onderzoek. Op 8  mei 1980 promoveerde hij aan de Universiteit van Amsterdam op het onderwerp Prevention of permanent nerve damage in leprosy (Het voorkomen van permanente zenuwbeschadiging bij lepra). Van 1979 tot 1982 volgde Naafs de opleiding tot dermatoloog op de afdeling huid- en geslachtsziekten aan de Universiteit van Amsterdam in het Binnengasthuis, Amsterdam (in 1981 opgenomen in het Academisch Medisch Centrum - AMC), gevolgd door een baan als waarnemend hoofd van de afdeling klinische immunologie en allergologie, afdeling dermatologie, AMC, Universiteit van Amsterdam.

## Latere loopbaan

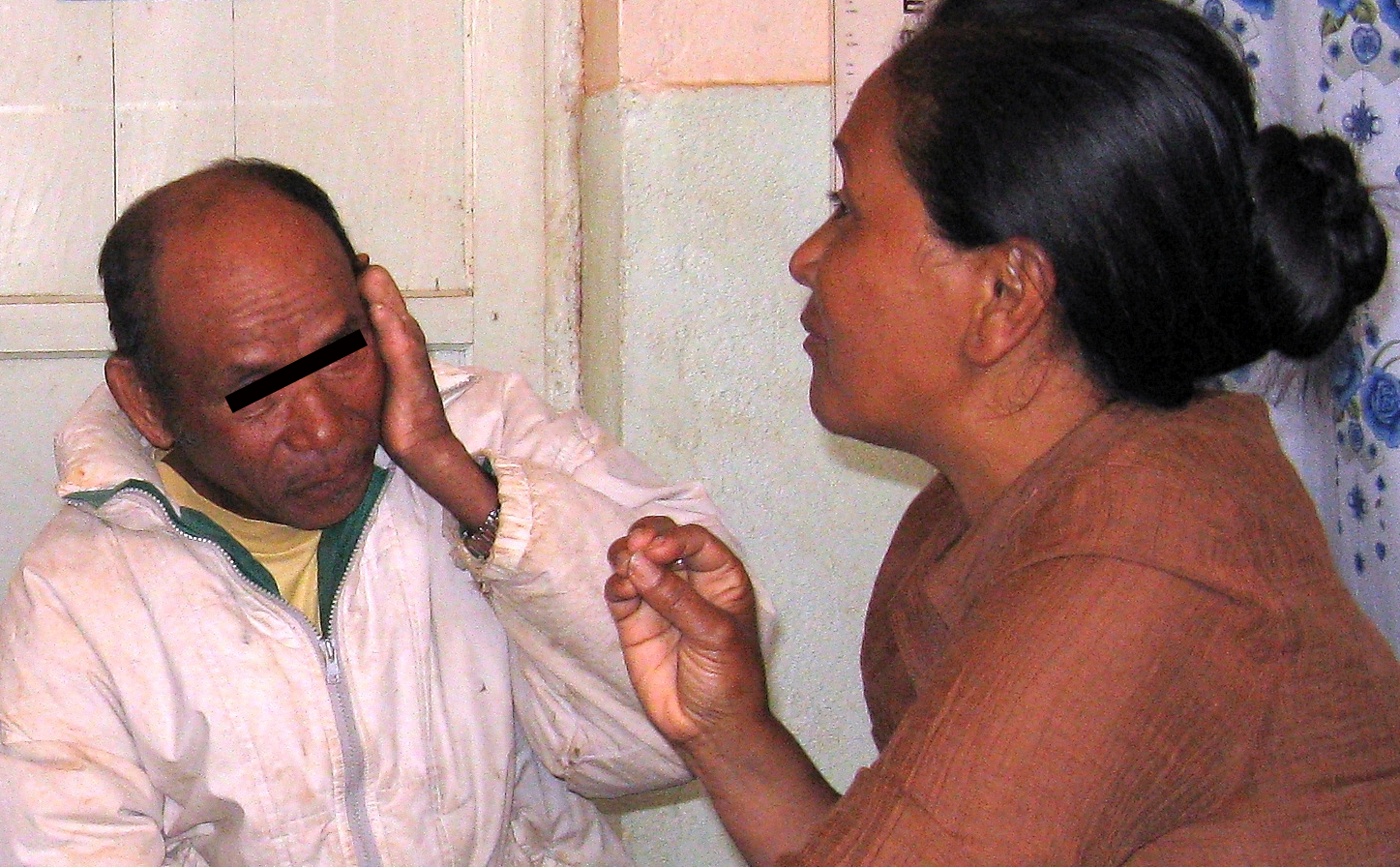
Leprapatiënt met verpleegkundige, Madagaskar, 2008

In 1983 vertrok Ben Naafs naar Zimbabwe, waar hij tot 1986 hoofd leprabestrijding was binnen het ministerie van volksgezondheid. Hij reisde met zijn gezin in een oude Landrover over land terug. Terug in Nederland werd hij hoofd van de polikliniek huidziekten van het Dijkzigt ziekenhuis, verbonden aan de Erasmus universiteit Rotterdam. Hij bekleedde de functie van 1986 tot 1996. Daarna, tot  2006, was Naafs als dermatoloog verbonden aan de IJsselmeerziekenhuizen Emmeloord/Lelystad. Van 2006 tot 2012 had hij zijn eigen kliniek (ZBC) voor dermatologie en venereologie "PolDerma", werkzaam in Emmeloord, Steenwijk en Urk. Vervolgens was hij na een herseninfarct als nawee van een motorongeluk nog drie jaar werkzaam in Diaconessenziekenhuis Stichting Noorderboog, Steenwijk (2012-2014). Eind december 2013 ging Naafs formeel met pensioen, maar bleef actief in zijn vak, als vrijwilliger. Sinds 1999 heeft Naafs zijn tijd verdeeld tussen Nederland en Tanzania, Brazilië en Ethiopië, steeds afwisselen drie maanden Nederland en drie maanden in een van de andere landen. De perioden in het buitenland waren steeds onbetaald verlof.

### Wetenschappelijk onderzoek en onderwijs
Naafs heeft veel wetenschappelijk onderzoek gedaan naar kliniek, pathologie en immunologie van tropische huidziekten, in het bijzonder naar lepra. Hij schreef 250 artikelen in medische tijdschriften en hoofdstukken in boeken, waarvan 107 in een via internet gratis toegankelijke zoekrobot: PubMed. De meeste publicaties gaan over de gekleurde huid, lepra, tropische huidziekten, import-huidziekten en migrantenzorg. Op Researchgate is ook een overzicht van Naafs' publicaties te consulteren.

#### (Mede-) auteur van de volgende boeken (een selectie)
- B. Naafs; Hoofdstuk Reactions in leprosy. In: Biology of the Mycobacteria Vol 3 (Ratledge G., Stanford J.L. and Grange J.M.) (Academic Press Ltd) Chapter 8 (1988)[8]
- C. van Hees and B. Naafs; Common skin diseases in Africa. An illustrated guide. Troderma, Voorburg (2001)[9]
- B. Naafs; The skin. In: Principles of Medicine in Africa (eds: E. Parry, R. Godfrey, D. Mabey and G. Hill); Cambridge University Press (UK) 3rd Edition 2004 Chap. 93 1264-1301[10]
- Imported Skin Diseases (eds: W.R. Faber, R.J. Hay and B. Naafs) 2nd edition Wiley-Blackwell Chichister UK 2013[11]
- P. Bakker, H. Woerdenbach, V. Gooskens, B. Naafs, R van der Kaaij and N. Wieringa; Dermatological Preparations for the Tropics. Beta Science Shop, University of Groningen, The Netherlands 2012[12]
- Mede-auteur van hoofdstuk: Tropische ziekten. In: Gans R., et al. (eds) Codex Medicus (2016)[13]
- Skin Disorders in Migrants (Aldo Morrone, Roderick Hay, Bernard Naafs Editors) Springer Nature Switserland AG 2020[14]

#### Associaties met tijdschriften en organisaties
- Redacteur van het volgende tijdschrift: Leprosy Mailing List[15]
- Lid van de redactieraad van de volgende tijdschriften: Tropical Medicine & International Health[16] en Community Skin Health[17] (internationaal); Arquivos do Instituto Lauro de Souza Lima[18]; Hansenologia Internationalis[19]; Brasilian Journal of Dermatology (alle uit Brazilië). Uit India: Indian Journal of Leprosy[20] en RUHS Journal of Health Science.[21] Verder:  International Journal of Medical Parasitology and Epidemiological Sciences (Iran).[22]
- Ad hoc adviseur Nederlandse overheid, WHO, ILEP en andere niet-gouvernementele organisaties
- Lid van het bestuur van de Q.M. Gastmann-Wichers Stichting[23]
- Lid van het bestuur van de Stichting Troderma[24]
- Lid van de werkgroep tropische dermatologie van de Nederlandse Vereniging voor Tropische Geneeskunde en Internationale Gezondheidszorg (NVTG)[25] en van de Nederlandse Vereniging voor Dermatologie en Venereologie.
- Councillor International Leprosy Association[26]
- Stichting Global Dermatology[27]

#### Onderwijsactiviteiten in Nederland
Van 1986 tot 2013 gaf Naafs les in de tropische dermatologie aan de Nationale Tropencursus, Koninklijk Instituut voor de Tropen, Amsterdam. In de periode 1996 tot 2010 was hij docent in de Tropische en Importdermatologie aan het Leids Universitair Medisch Centrum, Leiden.

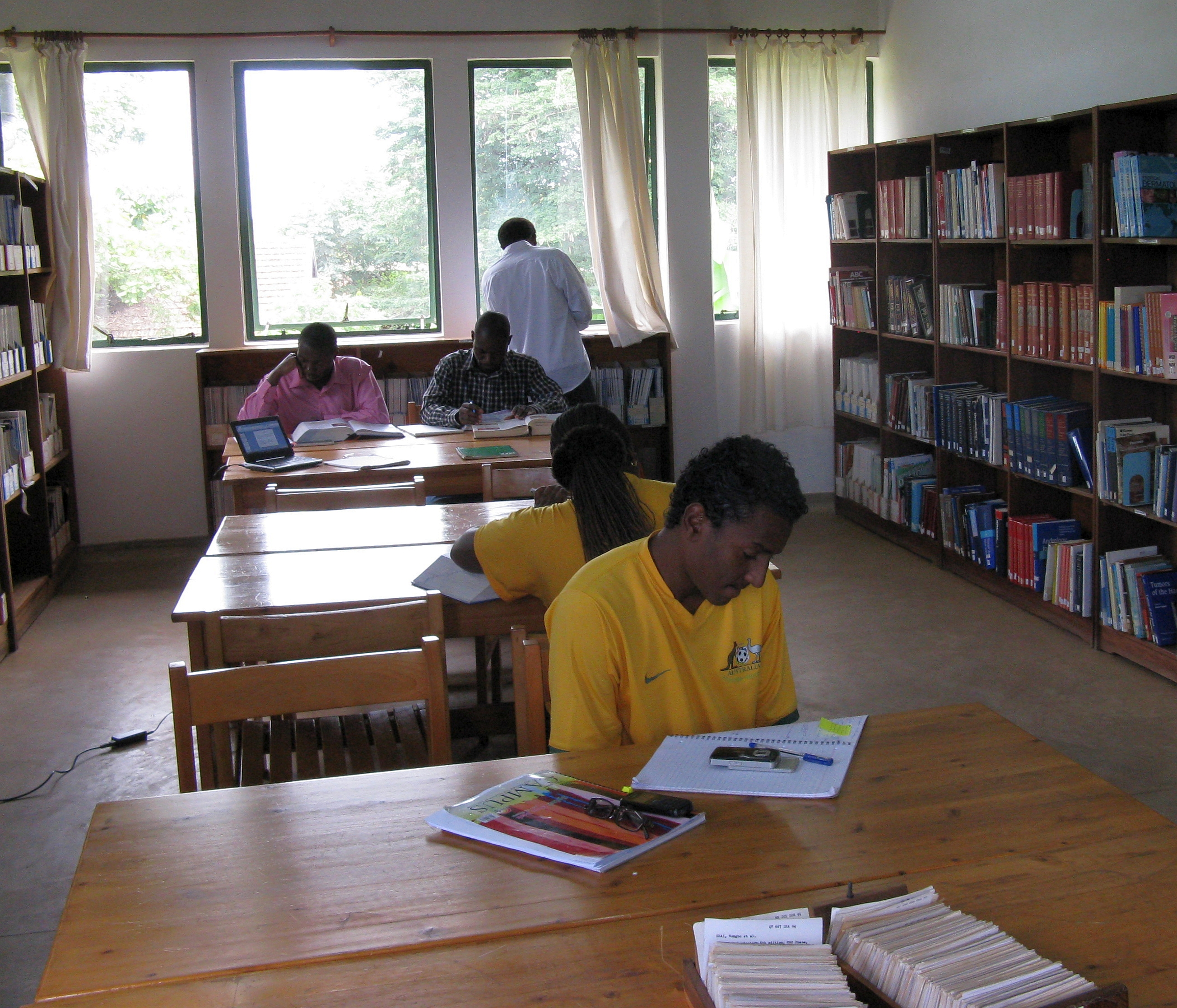
Bibliotheek, RDTC, Moshi, Tanzania

#### Activiteiten in het buitenland
Naafs heeft uitgebreid wetenschappelijk onderzoek gedaan in het buitenland. Ook sinds zijn pensionering in 2013 verblijft hij zeven tot acht maanden per jaar in wetenschappelijke en klinische instituten op meerdere continenten. Zijn grote hartstocht was en is ook het geven van klinisch onderwijs aan diverse categorieën  gezondheidswerkers. Sinds 1998 is hij elk jaar gastdocent bij het Regional Dermatology Training Center (RDTC), Moshi, Tanzania. Sinds diezelfde tijd bezoekt hij ook jaarlijks als docent het Instituto Lauro de Souza Lima, Bauru, Brazilië. Van 2010 tot 2020 was Ben Naafs ook gastdocent aan de Mekelle Universiteit, Ethiopië.

## Onderscheidingen
- 1990 Lid van de Companionate of Merit (MMLJ), Military and Hospitaller Order of Saint Lazarus of Jeruzalem, in de grote Priorij van Zimbabwe[34]
- 1991 Erelid van de Societa Italiana di Hanseniologia (SIHAN), Italië
- 2001 Leo Award, Nederlandse Vereniging voor Dermatologie en Venereologie[35]
- 2002 Ridder in de Orde van de Nederlandse Leeuw
- 2003 Eijkman Medaille[36]
- 2006 Certificaat van waardering, International League of Dermatological Societies[37]
- 2009 Certificaat van waardering Instituto Lauro de Souza Lima, Brazilië[38]
- 2009 Leadership Award International Leprosy Association[26]
- 2020 Erelid Tanzaniaanse vereniging voor dermatovenereologie[39]

## Privé
Ben Naafs is getrouwd en heeft drie kinderen. Hij woont in Munnekeburen, Friesland.